# Колода (гімнастика)

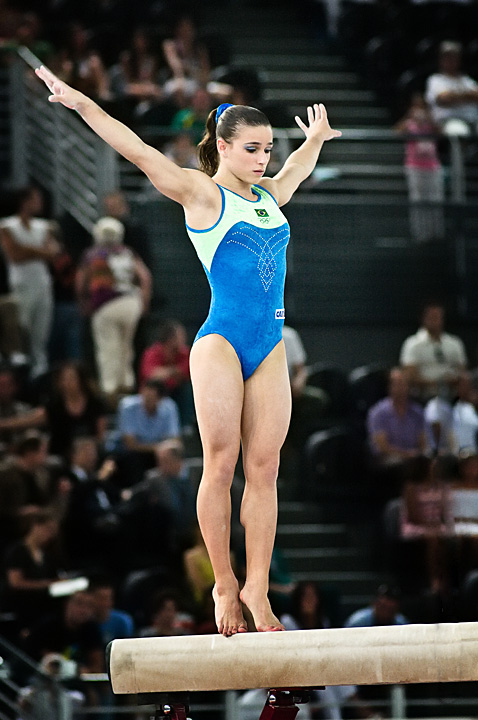
Гімнастка виконує вправи на колоді

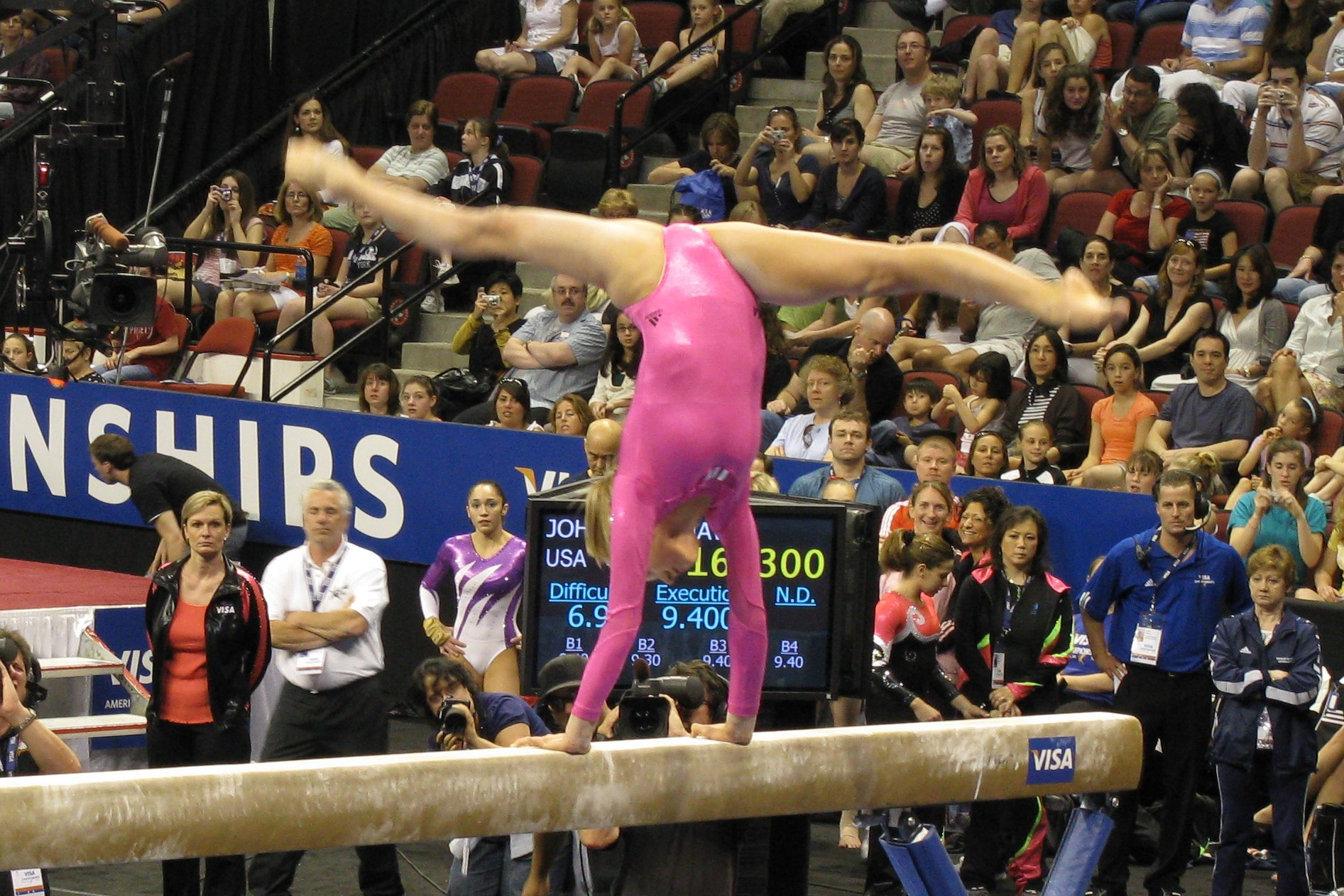
Настя Люкін на чемпіонаті США з гімнастики у Бостоні 2008 р.

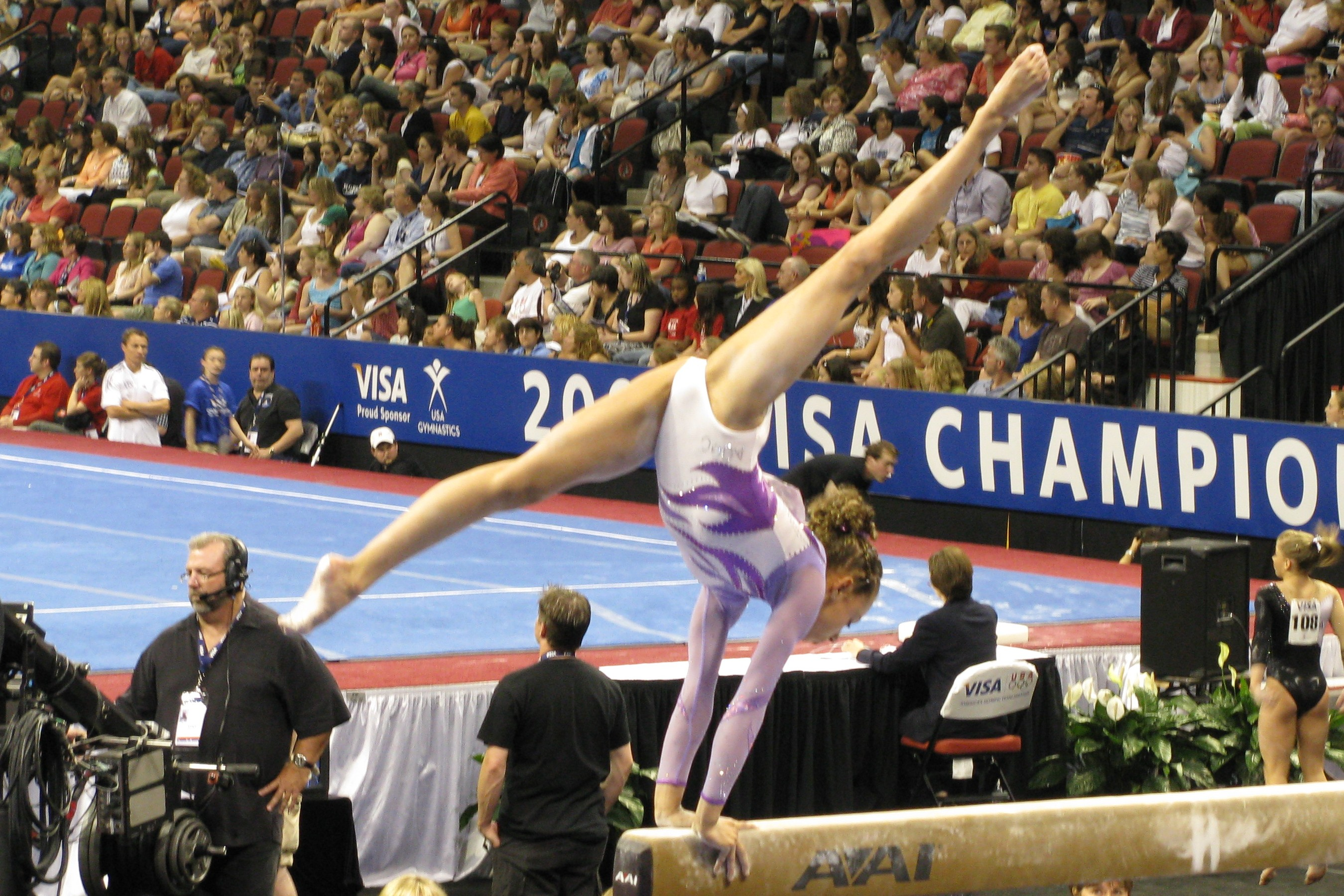
Наскок на колоду

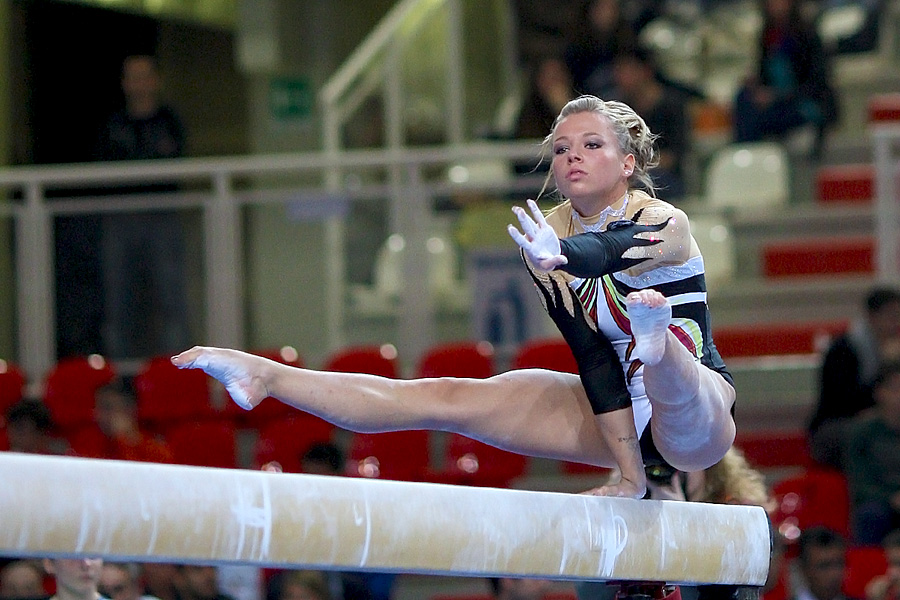
Доріна Боцоґо (Dorina Böczögő), 2012

Коло́да — спортивне обладнання, прилад у спортивній гімнастиці жіночого багатоборства. Поділ на чоловічі та жіночі гімнастичні прилади актуальний лише для змагань зі спортивної гімнастики за олімпійськими правилами, оскільки всі прилади можуть бути ефективно використані для оздоровчої або загальної гімнастики, незалежно від статі.

## Характеристика
Розміри та характеристики гімнастичної колоди встановлені Міжнародною федерацією гімнастики:
- Висота: 125 см.
- Довжина: 500 см.
- Ширина: 10 см.

## Вправи
Вправи на колоді повинні містити поєднання артистизму, різноманітних акробатичних елементів, гімнастичних стрибків, поворотів, кроків, елементів балансу в положенні стоячи, сидячи або лежачи. Гімнастка має використовувати всю довжину колоди, демонструвати елегантність, витонченість, гнучкість. Для виконання програми на змаганнях відводиться 1 хвилина 30 секунд.

## Олімпійські чемпіонки у вправах на колоді
| Місце проведення  | Золото                                  | Срібло                                 | Бронза                                  |
| ----------------- | --------------------------------------- | -------------------------------------- | --------------------------------------- |
| 1952 Гельсінкі    | Ніна Бочарова (URS)                     | Марія Гороховська (URS)                | Маргіт Коронді (HUN)                    |
| 1956 Мельбурн     | Агнеш Келеті (HUN)                      | Єва Босакова (TCH) Тамара Маніна (URS) | медаль не вручалася                     |
| 1960 Рим          | Єва Босакова (TCH)                      | Лариса Латиніна (URS)                  | Софія Муратова (URS)                    |
| 1964 Токіо        | Віра Чаславська (TCH)                   | Тамара Маніна (URS)                    | Лариса Латиніна (URS)                   |
| 1968 Мехіко       | Наталія Кучинська (URS)                 | Віра Чаславська (TCH)                  | Лариса Петрик (URS)                     |
| 1972 Мюнхен       | Ольга Корбут (URS)                      | Тамара Лазаковіч (URS)                 | Карін Бюттнер-Янц (GDR)                 |
| 1976 Монреаль     | Надя Коменеч (ROU)                      | Ольга Корбут (URS)                     | Теодора Унгуряну (ROU)                  |
| 1980 Москва       | Надя Коменеч (ROU)                      | Олена Давидова (URS)                   | Наталія Шапошникова (URS)               |
| 1984 Лос-Анджелес | Екатеріна Сабо (ROU) Сімона Паука (ROU) | медаль не вручалася                    | Кейті Джонсон (USA)                     |
| 1988 Сеул         | Даніела Сіліваш (ROU)                   | Олена Шушунова (URS)                   | Фобі Міллс (USA) Габріела Поторац (ROU) |
| 1992 Барселона    | Тетяна Лисенко (EUN)                    | Шеннон Міллер (USA) Лу Лі (CHN)        | медаль не вручалася                     |
| 1996 Атланта      | Шеннон Міллер (USA)                     | Лілія Подкопаєва (UKR)                 | Джина Гогян (ROU)                       |
| 2000 Сідней       | Лі Сюань (CHN)                          | Катерина Лобазнюк (RUS)                | Олена Продунова (RUS)                   |
| 2004 Афіни        | Кетеліна Понор (ROU)                    | Карлі Паттерсон (USA)                  | Александра Еремія (ROU)                 |
| 2008 Пекін        | Шон Джонсон (USA)                       | Настя Люкін (USA)                      | Чен Фей (CHN)                           |
| 2012 Лондон       | Ден Ліньлінь (CHN)                      | Суй Лу (CHN)                           | Елі Рейсмен (USA)                       |
| 2016 Ріо          | Санне Веверс (NED)                      | Лорі Ернандес (USA)                    | Сімона Байлс (USA)                      |